# Irene Adams
Katherine "Irene" Adams, Baroness Adams of Craigielea, född 27 december 1947 är en brittisk politiker, tidigare parlamentsledamot för Labour. Hon representerade valkretsen Paisley North, Renfrewshire, Skottland, mellan 1990 och 2005. Hon adlades 13 maj 2005 och tillhör sedan dess överhuset.